# Karl Eugen Dühring
Karl Eugen Dühring (Berlino, 12 gennaio 1833 – Nowawes, 21 settembre 1921) è stato un economista e filosofo tedesco.

## Biografia
Esponente del positivismo tedesco, sostenne ardentemente le tesi di un positivismo materialistico e ottimistico. Scrisse nel 1881 il trattato La questione ebraica in quanto problema razziale, morale e culturale. Le sue opere attirarono l'attenzione di Nietzsche (che concordava con lui nella condanna dello spirito del cristianesimo): esse gli valsero inoltre una polemica risposta di Friedrich Engels, nel famoso Anti-Dühring, a proposito della differenza fra materialismo volgare e materialismo dialettico.
Nietzsche critica velatamente il pensiero di tale filosofo nell'aforisma primo de La gaia scienza. In particolare, Nietzsche si prende gioco di lui in quanto maestro dello scopo dell'esistenza, ovvero sostenitore dell'idea che la vita umana sia finalizzata a uno scopo conscio. Secondo tali maestri, la vita è sensata solo in nome di un fine estraneo a essa: un mondo finto e menzognero viene sostituito al mondo reale. Anche nella Genealogia della morale non mancano gli accenni polemici alle dottrine di Dühring che, specialmente per quanto riguarda i loro aspetti anti-semiti, vengono citate in alcuni passi dell'opera come esempio chiaro di morale del risentimento. Infine, come risulterebbe da annotazioni e taccuini, nel Così parlò Zarathustra Nietzsche lo include nella categoria delle "tarantole", persone che nascondono il proprio desiderio vendicativo dietro una "volontà di eguaglianza".

## Opere
- Il valore della vita
- La dialettica della natura
- Storia critica dei principi generali della meccanica
- La questione ebraica in quanto problema razziale, morale e culturale